# Agia Moni
Agia Moni (Grieks: Αγία Μονή) is een klein nonnenklooster in de buurt van Nafplio op de Peloponnesos in Griekenland. Anno 2010 wonen er nog 6 nonnen.